# KBS진주방송국
KBS진주방송국(KBS晋州放送局)은 경남 서부지역을 방송권역으로 하는 KBS창원방송총국 소속 산하의 지역방송국이며, 1976년 4월 1일 개국하였다.

## 역사
1962년 공보부는 완전 난청지대인 경남 진주일대에 중계소 신설을 발표하고 9월 착공에 들어가 12월 23일 KBS진주 라디오 중계소로 개소하였다. 이후 함양에 중계소가 개소하였으며, 1967년 6월 5일에는 하동 라디오 중계소가, 1971년 4월 22일 거창 라디오중계소 개소하였다. 1975년 12월 23일에는 진주 라디오 송신소가 개소하면서 지역방송에 들어갔으며, 1976년 4월 1일 진주 방송국이 개국하였다. 1980년 7월 9일 진주 TV 중계소 (1TV)가 개소되어 TV시청이 가능해졌으며, 1983년 6월 4일 감악산에 TV중계소가 설치되어 방송권역이 확대되었다. 같은해 9월 15일에는 감악산 중계소에서 교육FM, 음악FM을 송출하기 시작했으며, 12월 24일에는 망진산중계소에 2TV 중계기가 설치되어 진주, 사천, 하동, 산청, 의령 및 고성일대에도 2TV 시청이 가능해졌다.

### 진주방송국 로컬방송 개시
1987년 11월 19일 사옥에 TV와 FM제작시설을 갖추고, 거창 방송스튜디오를 개소하면서 자체방송을 개시하였다. 1988년 6월 1일에는 KTA(한국전기통신공사)로 이관되었던 방송중계시설 (진주송신소, 망진산송신소, 감악산중계소 등 19개소)이 환원되었으며, 1991년 1월 18일에는 거창중계소 방송스튜디오를 폐소하였으며, 1992년 1월 20일에는 중계소 자체방송을 중단하였다. 1994년 2월 16일 망진산에 교육TV(현재 EBS) 송출 시설을 준공하였으며, 1995년 10월에 진주방송국 사옥을 증축 하면서 연주소 및 거창중계소에 통합한 송출운용센터(하동,산청,함양,합천중계소 자동화)를 준공하였다. 1998년 11월에는 거창중계소를, 1999년 11월에는 감악산 중계소를 자동화하였으며, 2002년에는 망진산 중계소에 1라디오 표준FM이 개국하였다.

### 디지털방송 개국
2006년 12월 13일 망진산, 감악산중계소에 지상파 디지털 TV방송이 개국하였으며, 표준FM 개국으로 활용도가 낮아진 AM방송을 중계하던 하동중계소가 2008년 10월 폐소되었다. 2011년 8월 감악산에 지상파DMB 중계소가 설치되어 개국하였으며, 2012년 10월 4일 경남 서부지역에 지상파 아날로그 TV 방송을 종료하였고, 2013년 7월 17일 오후 2시에 경상남도 서부지역에서 디지털 주파수 재배치를 완료했다.

## 방송 송출 시설망

### TV
- 1TV
  - 호출부호 : HLCJ-DTV
  - 가상채널 : 9-1
- 2TV
  - 가상채널 : 7-1

| 송신소          | UHD      | UHD      | UHD    | HD       | HD       | HD    | 송신소 위치                              | 비고 |
| 송신소          | 물리채널 | 물리채널 | 출력   | 물리채널 | 물리채널 | 출력  | 송신소 위치                              | 비고 |
| 송신소          | 1TV      | 2TV      | 출력   | 1TV      | 2TV      | 출력  | 송신소 위치                              | 비고 |
| --------------- | -------- | -------- | ------ | -------- | -------- | ----- | ---------------------------------------- | ---- |
| 망진산 송신소   | 준비중   | 준비중   | 준비중 | CH 20    | CH 23    | 1kW   | 경남 진주시 망경동 631                   |      |
| 장군대산 중계소 | 준비중   | 준비중   | 준비중 | CH 41    | CH 43    | 90W   | 경남 진주시 문산읍 상문리 325-4          |      |
| 금오산 중계소   | 준비중   | 준비중   | 준비중 | CH 27    | CH 35    | 90W   | 경남 하동군 금남면 덕천리 산2-1          |      |
| 악양 중계소     | 준비중   | 준비중   | 준비중 | CH 39    | CH 38    | 20W   | 경남 하동군 악양면 등촌리 산115          |      |
| 삼천포 중계소   | 준비중   | 준비중   | 준비중 | CH 15    | CH 17    | 90W   | 경남 사천시 실안동 산170-1 (각산)        |      |
| 옥종 소출력     | 준비중   | 준비중   | 준비중 | CH 20    | CH 23    | 0.05W | 경남 하동군 옥종면 청룡리                |      |
| 곤명 중계소     | 준비중   | 준비중   | 준비중 | CH 25    | CH 33    | 5W    | 경남 사천시 곤명면 봉계리 산94           |      |
| 남상주 중계소   | 준비중   | 준비중   | 준비중 | CH 18    | CH 22    | 20W   | 경남 남해군 상주면 양아리 산4-1          |      |
| 감악산 중계소   | 준비중   | 준비중   | 준비중 | CH 28    | CH 35    | 1kW   | 경남 거창군 남상면 무촌리 13             |      |
| 산청 중계소     | 준비중   | 준비중   | 준비중 | CH 24    | CH 26    | 20W   | 경남 산청군 산청읍 지리 산40 (꽃봉산)    |      |
| 생초 중계소     | 준비중   | 준비중   | 준비중 | CH 40    | CH 41    | 90W   | 경남 산청군 금서면 특리 산24-3           |      |
| 단성 중계소     | 준비중   | 준비중   | 준비중 | CH 38    | CH 39    | 20W   | 경남 산청군 단성면 사월리 산104 (망해봉) |      |
| 시천 중계소     | 준비중   | 준비중   | 준비중 | CH 38    | CH 39    | 20W   | 경남 산청군 시천면 원리 산46             |      |
| 신등 중계소     | 준비중   | 준비중   | 준비중 | CH 46    | CH 47    | 20W   | 경남 산청군 신등면 단계리 산53           |      |
| 마천 중계소     | 준비중   | 준비중   | 준비중 | CH 14    | CH 17    | 20W   | 경남 함양군 마천면 가흥리 산54-3         |      |
| 백전 중계소     | 준비중   | 준비중   | 준비중 | CH 30    | CH 45    | 20W   | 경남 함양군 백전면 오천리 산160-1        |      |
| 지곡 중계소     | 준비중   | 준비중   | 준비중 | CH 19    | CH 23    | 20W   | 경남 함양군 지곡면 공배리 산58-4         |      |
| 안의 중계소     | 준비중   | 준비중   | 준비중 | CH 30    | CH 45    | 20W   | 경남 함양군 안의면 당본리 산377          |      |
| 서상 중계소     | 준비중   | 준비중   | 준비중 | CH 39    | CH 41    | 20W   | 경남 함양군 서상면 옥산리 산69           |      |

아날로그TV
- 1TV
  - 호출부호 : HLCJ-TV
- 2TV

| 송신소        | 채널  | 채널  | 출력       | 송신소 위치                              |
| 송신소        | 1TV   | 2TV   | 출력       | 송신소 위치                              |
| ------------- | ----- | ----- | ---------- | ---------------------------------------- |
| 망진산 송신소 | CH 10 | CH 27 | 1kW / 5kW  | 경남 진주시 망경동 631                   |
| 진성 중계소   | CH 21 | CH 35 | 500W       | 경남 진주시 진성면 동산리 산114          |
| 금오산 중계소 | CH 47 | CH 49 | 500W       | 경남 하동군 금남면 덕천리 산2-1          |
| 삼천포 중계소 | CH 14 | CH 31 | 100W       | 경남 사천시 실안동 산170-1 (각산)        |
| 곤명 중계소   | CH 19 | CH 21 | 10W        | 경남 사천시 곤명면 봉계리 산94           |
| 악양 중계소   | CH 19 | CH 25 | 100W       | 경남 하동군 악양면 등촌리 산115          |
| 남해 중계소   | CH 58 | CH 60 | 100W       | 경남 남해군 남해읍 입현리 산57           |
| 남상주 중계소 | CH 43 | CH 51 | 100W       | 경남 남해군 상주면 양아리 산4-1          |
| 감악산 중계소 | CH 3  | CH 42 | 1kW / 5kW  | 경남 거창군 남상면 무촌리 13             |
| 산청 중계소   | CH 40 | CH 19 | 100W       | 경남 산청군 산청읍 지리 산40 (꽃봉산)    |
| 생초 중계소   | CH 33 | CH 23 | 100W       | 경남 산청군 금서면 특리 산24-3           |
| 단성 중계소   | CH 12 | CH 54 | 10W / 100W | 경남 산청군 단성면 사월리 산104 (망해봉) |
| 시천 중계소   | CH 9  | CH 35 | 10W/100W   | 경남 산청군 시천면 원리 산46             |
| 신등 중계소   | CH 34 | CH 31 | 50W        | 경남 산청군 신등면 단계리 산53           |
| 마천 중계소   | CH 13 | CH 55 | 10W / 100W | 경남 함양군 마천면 가흥리 산54-3         |
| 백전 중계소   | CH 12 | ×     | 10W        | 경남 함양군 백전면 오천리 산160-1        |
| 지곡 중계소   | CH 12 | CH 58 | 10W / 100W | 경남 함양군 지곡면 공배리 산58-4         |
| 안의 중계소   | CH 44 | CH 25 | 100W       | 경남 함양군 안의면 당본리 산377          |
| 서상 중계소   | CH 23 | CH 55 | 100W       | 경남 함양군 서상면 옥산리 산69           |

### 라디오
| 진주 송신소       | AM 1098kHz  | 20kW | HLCJ     | 경남 진주시 평거동 695          | 진주시 일원, 사천시 일부, 하동군 일부, 남해군 일부, 산청군 일부, 의령군 일부, 고성군 일부, 함안군 일부, 합천군 일부                                                                      |
| 망진산 송신소     | FM 90.3MHz  | 1kW  | HLCJ-SFM | 경남 진주시 망경동 631          | 진주시 일원, 사천시 일부, 하동군 일부, 남해군 일부, 거창군 일부, 산청군 일부, 의령군 일부, 고성군 일부, 함양군 일부, 창녕군 일부, 합천군 일부 전남 광양시 일부, 순천시 일부, 여수시 일부 |
| 감악산 중계소     | FM 103.3MHz | 500W | HLCJ-SFM | 경남 거창군 남상면 무촌리 13    | 거창군 일원, 진주시 일부, 사천시 일부, 하동군 일부, 남해군 일부, 산청군 일부, 의령군 일부, 고성군 일부, 함양군 일부, 창녕군 일부, 합천군 일부                                            |
| 금오산 중계소     | FM 97.1MHz  | 500W | HLCJ-SFM | 경남 하동군 금남면 덕천리 산2-1 | 하동군 일원, 진주시 일부, 사천시 일부, 남해군 일부, 고성군 일부, 산청군 일부, 전남 광양시 일부, 순천시 일부, 여수시 일부                                                                 |
| KBS창원 제2라디오 |             |      |          |                                 | |
| 송신소            | 주파수      | 출력 | 호출부호 | 송신소 위치                     | 방송구역&비고 |
| 생초 중계소       | FM 99.7MHz  | 100W | HLKD-SFM | 경남 산청군 금서면 특리 산24-3  | 산청군 일원, 함양군 일부 |
| KBS진주 음악FM    |             |      |          |                                 | |
| 송신소            | 주파수      | 출력 | 호출부호 | 송신소 위치                     | 방송구역&비고 |
| 망진산 송신소     | FM 89.3MHz  | 1kW  | HLCJ-FM  | 경남 진주시 망경동 631          | 진주시 일원, 사천시 일부, 하동군 일부, 남해군 일부, 거창군 일부, 산청군 일부, 의령군 일부, 고성군 일부, 함양군 일부, 창녕군 일부, 합천군 일부 전남 광양시 일부, 순천시 일부, 여수시 일부 |
| 감악산 중계소     | FM 92.1MHz  | 3kW  | HLCJ-FM  | 경남 거창군 남상면 무촌리 13    | 거창군 일원, 진주시 일부, 사천시 일부, 하동군 일부, 남해군 일부, 산청군 일부, 의령군 일부, 고성군 일부, 함양군 일부, 창녕군 일부, 합천군 일부 전남 광양시 일부, 순천시 일부, 여수시 일부 |

### 라디오 시보 멘트
- 제1라디오 : 한국인의 중심채널 KBS 1라디오가 OO시를 알려드립니다. FM 90.3MHz AM 1098KHz KBS 제1라디오입니다. HLCJ
- 음악FM : 좋은 방송 밝은 내일 KBS가 잠시 후 OO시를 알려드립니다. FM 89.3MHz KBS진주 FM방송입니다.

## 제작 프로그램

### TV 프로그램
2020년 3월부터는 지역뉴스 프로그램은 창원으로 이관되며 이후에는 1라디오만 방송[FM은 창원총국 수중계]

### 라디오 프로그램
라디오 프로그램 송출
KBS 본사의 프로그램 및 KBS창원 보도 프로그램과 KBS진주의 자체제작 프로그램이 서로 섞여서 라디오는 창원의 뉴스(평일 3차례, 주말 1차례)는 물론  오전 11시 5분 《정보 주는 라디오》를 내보내고, 오후 5시 5분 《라이브 진주》를 진주와 남해 · 하동 · 사천 · 산청 · 함양 · 거창 지역민을 대상으로 로컬방송을 실시하고 있으며  KBS 진주FM은 자체 프로그램이 없어서. KBS 창원FM의 《11시의 음악실》을 내보내고 있다.
뉴스
| 프로그램명                 | 방송시간            | 편성시간                | 진행                                    |
| -------------------------- | ------------------- | ----------------------- | --------------------------------------- |
| KBS 제1라디오 9시 뉴스     | 월요일 ~ 금요일 5분 | 오전 9시 ~ 9시 5분      | 김민정 (창원 수중계)                    |
| KBS 제1라디오 정오종합뉴스 | 월요일 ~ 금요일 5분 | 낮 12시 15분~ 12시 20분 | 윤준건 or 이지은 (무작위) (창원 수중계) |
| KBS 제1라디오 5시 뉴스     | 월요일 ~ 금요일 5분 | 오후 5시 ~ 5시 5분      | 방수빈 (창원 수중계)                    |
| KBS 제1라디오 6시 뉴스     | 토요일 ~ 일요일 5분 | 오후 6시 ~ 6시 5분      | 무작위 (창원 수중계)                    |

프로그램
- 정보 주는 라디오 (월~금, 11:05~11:58 53분)(진행 임소정, 최진희)
- 라이브 진주 (월-금, 17:05~17:58 53분)(진행 안유리, 진호정)

#### 종영 프로그램
- 시사매거진 진주투데이 (2020년 3월 27일자로 폐지)
- 생방송 진주는 지금 (2021년 1월 29일자로 폐지)
- 지금은 정보시대 (2021년 1월 29일자로 폐지)

## 현직 아나운서
- 2018년(프리랜서)입사 : 안유리

## 전직 아나운서
- 신석진(현 퇴사)
- 김창옥(1982~1983~1984, 전 KBS대구본국 전 MBC 서울본국 아나운서 현재 은퇴)
- 손석희(1983~1984, 전 MBC아나운서 ,현재 JTBC 국장)
- 최일구(1984~1985, 전 MBC기자 ,현재 방송인)
- 유지철(1997~1998, 현 KBS서울본국)
- 이재후(1998~1999, 현 KBS서울본국)
- 문지숙(전 KBS 창원총국)
- 박소영(현 KBS 창원총국)
- 김용태(2000~2001~2002 전 KBS 진주방송국 전 진주MBC 문화방송 현 SBS 서울본국 기자)
- 김현우(2002~2003~2004 전 KBS 진주방송국 전 진주MBC 문화방송 현 SBS 서울본국 기자)
- 김하희(2007~2009 퇴사 현 OBS 기자)
- 양가희(2009~2011 현 퇴사)
- 이윤지(2011~2012)
- 박상연(2012~2013 현 YTN 아나운서)
- 정준희(2013~2014 현 KNN 아나운서)
- 신재연(2013~2016 현 퇴사)
- 김동훈(1985~2013 현 퇴사)
- 이상렬(현 퇴사)
- 김현지(2016~2018)
- 김미균(1985~2021 현 퇴사)
- 고혜윤(2014~2019 현 CJ 오쇼핑 쇼호스트)
- 하승주(2019.11~2020.12)

## 현직 기자
- 최진석
- 변성준
- 최석규
- 이형관

## 같이 보기
- MBC경남 진주방송
- KNN